# Anthurium pluviaticum
Anthurium pluviaticum är en kallaväxtart som beskrevs av Richard Evans Schultes. Anthurium pluviaticum ingår i släktet Anthurium och familjen kallaväxter. Inga underarter finns listade.